# Мадейра-Біч (Флорида)
Мадейра-Біч (англ. Madeira Beach) — місто (англ. city) в США, в окрузі Пінеллас штату Флорида. Населення — 3895 осіб (2020).

## Географія
Мадейра-Біч розташована за координатами 27°47′44″ пн. ш. 82°47′30″ зх. д. / 27.79556° пн. ш. 82.79167° зх. д. (27.795560, -82.791566).  За даними Бюро перепису населення США в 2010 році місто мало площу 8,45 км², з яких 2,55 км² — суходіл та 5,90 км² — водойми.

## Демографія
Згідно з переписом 2010 року, у місті мешкали 4263 особи в 2302 домогосподарствах у складі 1076 родин. Густота населення становила 505 осіб/км².  Було 4044 помешкання (479/км²).
Расовий склад населення:
| - 95,4 % — білих - 1,0 % — азіатів - 0,9 % — чорних або афроамериканців - 0,6 % — корінних американців |

До двох чи більше рас належало 1,5 %. Частка іспаномовних становила 4,3 % від усіх жителів.
За віковим діапазоном населення розподілялося таким чином: 9,8 % — особи молодші 18 років, 65,9 % — особи у віці 18—64 років, 24,3 % — особи у віці 65 років та старші. Медіана віку мешканця становила 52,7 року. На 100 осіб жіночої статі у місті припадало 104,6 чоловіків;  на 100 жінок у віці від 18 років та старших — 104,1 чоловіків також старших 18 років.
Середній дохід на одне домашнє господарство  становив 80 519 доларів США (медіана — 51 307), а середній дохід на одну сім'ю — 108 858 доларів (медіана — 79 063). Медіана доходів становила 48 162 долари для чоловіків та 56 579 доларів для жінок. За межею бідності перебувало 13,4 % осіб, у тому числі 12,1 % дітей у віці до 18 років та 11,6 % осіб у віці 65 років та старших.
Цивільне працевлаштоване населення становило 1923 особи. Основні галузі зайнятості: фінанси, страхування та нерухомість — 17,8 %, освіта, охорона здоров'я та соціальна допомога — 16,3 %, мистецтво, розваги та відпочинок — 13,9 %, науковці, спеціалісти, менеджери — 11,7 %.